# American Basketball Association 1969/70
Die ABA-Saison 1969/70 war die dritte Spielzeit der American Basketball Association. Die Saison begann am 17. Oktober 1969. Am Spielbetrieb nahmen elf Mannschaften teil. Jedes Team absolvierte 84 Spiele. Die vier Besten jeder Division qualifizierten sich für die Playoffs. Am 25. Mai 1970 endete die Saison mit der ABA Championship. Die Indiana Pacers besiegten in den Finalspielen die Los Angeles Stars und wurden damit zum ersten Mal Meister der ABA.

## Saisonnotizen
- Der amtierende Meister Oakland Oaks musste wegen der Aufkündigung eines Kredits nach Washington, D.C. verkauft werden, wo das Team als Washington Caps spielte.
- Obwohl Washington im Osten der USA lag, musste man in der Western Division antreten. Eines seiner Heimspiele trug die Mannschaft in Mexiko-Stadt aus.
- Die Houston Mavericks zogen nach North Carolina, wo sie als Carolina Cougars als regionales Team antraten. Sie wechselten auch die Division, von Westen nach Osten. Deshalb hatte die Western Division nur noch fünf Mannschaften, die Eastern Division sechs.
- Die Minnesota Pipers zogen wieder zurück nach Pittsburgh, wo sie schon 1967/68 spielten.
- John McLendon von den Denver Rockets wurde der erste afroamerikanische Trainer in der ABA.
- Das ABA All-Star Game fand am 24. Januar 1970 in Indianapolis statt.
- Die Eigner der ABA beschlossen eine Fusion mit der NBA, wurden aber durch eine Klage von 14 NBA-Spielern ausgebremst.
- Die Liga übernimmt vor Ende der Saison die Geschäfte der Miami Floridians.

## Auszeichnungen
- ABA Most Valuable Player: Spencer Haywood (Denver)
- ABA Rookie of the Year: Spencer Haywood (Denver)
- ABA Coach of the Year: Bill Sharman (Los Angeles) und Joe Belmont (Denver)
- ABA All-Star Game Most Valuable Player: Spencer Haywood (Denver)

### ABA All-League Team
| Pos | First Team              | Second Team              |
| --- | ----------------------- | ------------------------ |
| F   | Spencer Haywood, Denver | Roger Brown, Indiana     |
| F   | Rick Barry, Washington  | Bob Netolický, Indiana   |
| C   | Mel Daniels, Indiana    | Red Robbins, New Orleans |
| G   | Larry Jones, Denver     | Donnie Freeman, Miami    |
| G   | Bob Verga, Carolina     | Louie Dampier, Kentucky  |

## Endstände
S = Siege, N = Niederlagen, PCT = prozentualer Sieganteil, P = Rückstand auf Divisionsführenden
In Klammern sind die Platzierungen in den Setzlisten der jeweiligen Division-Playoffs aufgeführt.
| Eastern Division |                        |    |    |      |    |
| #                | Team                   | S  | N  | PCT  | P  |
| 1                | Indiana Pacers (1)     | 59 | 25 | .702 | -  |
| 2                | Kentucky Colonels (2)  | 45 | 39 | .536 | 14 |
| 3                | Carolina Cougars (3)   | 42 | 42 | .500 | 17 |
| 4                | New York Nets (4)      | 39 | 45 | .464 | 20 |
| 5                | Pittsburgh Pipers      | 29 | 55 | .345 | 30 |
| 6                | Miami Floridians       | 23 | 61 | .274 | 36 |
| Western Division |                        |    |    |      |    |
| #                | Team                   | S  | N  | PCT  | P  |
| 1                | Denver Rockets (1)     | 51 | 33 | .607 | -  |
| 2                | Dallas Chaparrals (2)  | 45 | 39 | .536 | 6  |
| 3                | Washington Caps (3)    | 44 | 40 | .524 | 7  |
| 4                | Los Angeles Stars (4)  | 44 | 40 | .524 | 8  |
| 5                | New Orleans Buccaneers | 42 | 42 | .500 | 9  |

## Playoffs 1970
Die Play-off-Runden wurden im Best-of-Seven-Format ausgetragen.

| Division Semifinal | Division Semifinal | Division Semifinal |    |                     | Division Final | Division Final | Division Final |  |  | ABA Championship | ABA Championship | ABA Championship |
|                    |                    |                    |    |                     |                |                |                |  |  |                  |                  |                  |
| E1                 | Indiana Pacers     | 4                  |    |                     |                |                |                |  |  |                  |                  |                  |
| E3                 | Carolina Cougars   | 0                  |    |                     |                |                |                |  |  |                  |                  |                  |
| E3                 | Carolina Cougars   | 0                  | E1 | Indiana Pacers      | 4              |                |                |  |  |                  |                  |                  |
|                    |                    |                    | E1 | Indiana Pacers      | 4              |                |                |  |  |                  |                  |                  |
|                    | E2                 | Kentucky Colonels  | 1  |                     |                |                |                |  |  |                  |                  |                  |
| E4                 | E2                 | Kentucky Colonels  | 1  | New York Nets       | 3              |                |                |  |  |                  |                  |                  |
| E4                 |                    |                    |    | New York Nets       | 3              |                |                |  |  |                  |                  |                  |
| E2                 | Kentucky Colonels  | 4                  |    |                     |                |                |                |  |  |                  |                  |                  |
| E2                 | Kentucky Colonels  | 4                  | E1 | Indiana Pacers      | 4              |                |                |  |  |                  |                  |                  |
|                    |                    |                    |    | Indiana Pacers      | 4              |                |                |  |  |                  |                  |                  |
|                    | W4                 | Los Angeles Stars  | 2  |                     |                |                |                |  |  |                  |                  |                  |
| W2                 | W4                 | Los Angeles Stars  | 2  | Dallas Chaparrals   | 2              |                |                |  |  |                  |                  |                  |
| W2                 |                    |                    |    | Dallas Chaparrals   | 2              |                |                |  |  |                  |                  |                  |
| W4                 | Los Angeles Stars  | 4                  |    |                     |                |                |                |  |  |                  |                  |                  |
| W4                 | Los Angeles Stars  | 4                  | W4 | Los Angeles Stars   | 4              |                |                |  |  |                  |                  |                  |
|                    |                    |                    | W4 | Los Angeles Stars   | 4              |                |                |  |  |                  |                  |                  |
|                    | W1                 | Denver Rockets     | 1  |                     |                |                |                |  |  |                  |                  |                  |
| W3                 | W1                 | Denver Rockets     | 1  | Washington Capitals | 3              |                |                |  |  |                  |                  |                  |
| W3                 |                    |                    |    | Washington Capitals | 3              |                |                |  |  |                  |                  |                  |
| W1                 | Denver Rockets     | 4                  |    |                     |                |                |                |  |  |                  |                  |                  |

### ABA Finals 1970
| Spiel | Datum   | Heimteam    | Auswärtsteam | Ergebnis | Stand |
| ----- | ------- | ----------- | ------------ | -------- | ----- |
| 1     | 15. Mai | Indiana     | Los Angeles  | 109:93   | 1:0   |
| 2     | 17. Mai | Indiana     | Los Angeles  | 114:111  | 2:0   |
| 3     | 18. Mai | Los Angeles | Indiana      | 109:106  | 1:2   |
| 4     | 19. Mai | Los Angeles | Indiana      | 120:142  | 1:3   |
| 5     | 23. Mai | Indiana     | Los Angeles  | 113:117  | 3:2   |
| 6     | 25. Mai | Los Angeles | Indiana      | 107:111  | 2:4   |

- Roger Brown von den Indiana Pacers wurde zum Most Valuable Player der ABA Finals ernannt.